# Кости (фильм)
«Ко́сти» (англ. Bones) — американский криминальный фильм ужасов 2001 года, снятый режиссёром Эрнестом Дикерсоном.

## Сюжет
В 1979 году Джимми Бонс был уважаемым и авторитетным человеком в своем районе. Его предал и зверски убил коррумпированный полицейский Лупович. Стена его элегантного дома становится его надгробной плитой.
Спустя много лет этот район превратился в трущобы. Четверо подростков превратили дом в ночной клуб и невольно высвободили не отмщенный дух Джимми.

## В ролях
- Snoop Dogg — Джимми Боунс
- Пэм Гриер — Перл
- Майкл Вайс — детектив Лу Лупи Лу Лупович
- Клифтон Пауэлл — Иеремия «Джей-Берд» Пит
- Рики Харрис — Эдди Мак
- Бьянка Лоусон — Синтия
- Кэтрин Изабель — Тиа Пит
- Халил Каин — Патрик Пит
- Мервин Мондесир — Билл Пит
- Линда Бойд — Нэнси Пит
- Линда Чоу — первая жена Иеремии
- Чака Уайт — «Foxy Lady»
- Шон Амсинг — Морис
- Рональд Селмур — «Дробовик»
- Deezer D — «Стэнк»
- Гарикайи Мутамбирва — Виаз
- Эрин Райт — «Снежинки»
- Джош Байер — Джейсон
- Кирби Морроу — Палмер
- Эллен Стефеновна Эвузи — Леди Смерть
- Боян Вукелич — молодой детектив
- Маркус Молдован — молодой Патрик
- Пес Примо — Bones The Dog
- Алина Кауфман — Дженни

## Критика
На агрегаторе рецензий Rotten Tomatoes рейтинг одобрения составляет 26 % на основе 72 отзыва со средней оценкой 4 из 10. Критический консенсус сайта гласит: «Гладкие Кости скорее глупы, чем страшны».
Спенс Ди из IGN похвалил режиссуру Дикерсона и игру Снупа, но посчитал, что фильм в целом слишком сильно копирует «Кошмар на улице Вязов», «Омена» и серию фильмов «Ужас Амитивилля» из-за сценария, который «не соответствует социальным комментариям и тональной последовательности», заключив, что «введение юмора в фильм ужасов — это одно, но когда ужас и комедия становятся неразличимыми, тогда вы понимаете, что у вас проблемы». Мик ЛаСалль из San Francisco Chronicle раскритиковал фильм за «плохо продуманную структуру сюжета» и за то, что фильм «не уделяет должного внимания характеру Снупа и его рассказу о мести».

## Саундтрек
1. «Birth of Jimmy Bones» — Snoop Dogg (продюсер Snoop Dogg и Fredwreck)
2. «Legend of Jimmy Bones» — Snoop Dogg/MC Ren/RBX (продюсер Fredwreck)
3. «Lost Angels in the Sky» — Lost Angels/Kokane (продюсер DJ Battlecat)
4. «Ballad of Jimmy Bones» — LaToiya Williams (продюсер Soopafly)
5. «Dogg Named Snoop» — Snoop Dogg/Tray Dee (продюсер Mel-Man)
6. «This Is My Life» — Kedrick/C.P.O. (продюсер DJ Battlecat)
7. «It’s Jimmy» — Kurupt/Roscoe (продюсер Fredwreck)
8. «Raise Up» — Kokane (продюсер Fredwreck)
9. «These Drugs» — D12 (продюсер Eminem, Jeff Bass и DJ Head)
10. «Death of Snow White» — Snoop Dogg/Bad Azz /Chan/Coniyac (продюсер Francisco Rodriguez)
11. «If You Came Here to Party» — Snoop Dogg/Tha Eastsidaz/Kola (продюсер Warren G)
12. «Fuck With Us» — Kurupt/Tray Dee/Xzibit (продюсер Fredwreck)
13. «Jimmy’s Revenge» — Snoop Dogg/Soopafly (продюсер Fredwreck)
14. «Be Thankful» — William DeVaughn
15. «F-It-Less» — FT (Fuck That) (продюсер Domingo)
16. «Gangsta Wit It» — Snoop Dogg/Nate Dogg/Butch Cassidy (продюсер DJ Battlecat)
17. «Memories» — Cypress Hill (продюсер DJ Muggs)
18. «Endo» — Snoop Dogg/Fredwreck (продюсер Fredwreck)
19. «Fresh And Clean» (Remix) — Snoop Dogg/Outkast (продюсер Earthtone III)